# Gaulzhofen
Gaulzhofen ist ein Gemeindeteil des Marktes Aindling und eine Gemarkung im schwäbischen Landkreis Aichach-Friedberg in Bayern.
Im örtlichen westmittelbairischen Dialekt wird der Name als Gaizhoufa gesprochen.

## Geographie
Das Dorf Gaulzhofen liegt südöstlich von Aindling auf der Hochfläche des Unteren Lechrains der Aindlinger Terrassentreppe. Naturräumlich gehört es also zur Donau-Iller-Lech-Platte, die wiederum Teil des Alpenvorlandes ist, eine der Naturräumlichen Haupteinheiten Deutschlands.

Die Nachbarorte von Gaulzhofen sind direkt nördlich angrenzend Stotzard, im Nordosten Hausen und Weichenberg, im Süden Affing und seine Ortsteile Katzenthal und Gebenhofen und im Westen Rehling und seine Ortsteile Au und Allmering.
Die Gemarkung Gaulzhofen mit einer Fläche von 548,37 Hektar liegt vollständig im Gemeindegebiet von Aindling. Einziger Gemeindeteile auf ihr ist das Dorf Gaulzhofen. Ihre Nachbargemarkungen sind Stotzard, Hausen, Affing, Gebenhofen und Rehling.
Gaulzhofen gehört zur katholischen Pfarrei Sankt Peter in Stotzard.

## Geschichte
Die Gemeinde Gaulzhofen im oberbayerischen Landkreis Aichach hatte außer dem Dorf Gaulzhofen keine weiteren Gemeindeteile. Im Jahr 1961 hatte sie eine Fläche von 549,50 Hektar und 288 Einwohner in 57 Wohngebäuden. Zum 1. Oktober 1971 wurde die Gemeinde Gaulzhofen im Zuge der Gebietsreform in Bayern in den Markt Aindling eingemeindet. Am 1. Juli 1972 wurde der Markt Aindling dem neugegründeten Landkreis Aichach-Friedberg im bayerischen Regierungsbezirk Schwaben zugeschlagen, der bis zum 1. Mai 1973 den Namen Landkreis Augsburg-Ost trug.